# توپولنا
توپولنا (به چکی: Topolná) یک منطقهٔ مسکونی در جمهوری چک است که در ناحیه اوهرسکه هرادیشتی واقع شده‌است. توپولنا ۱۰٫۳۸ کیلومتر مربع مساحت و ۱٬۵۸۵ نفر جمعیت دارد و ۱۹۲ متر بالاتر از سطح دریا واقع شده‌است.